# Крошка Енот
«Крошка Енот» — советский мультипликационный фильм 1974 года, снятый по сказке Лилиан Муур «Крошка Енот и тот, кто сидит в пруду» (англ. Little Raccoon and the thing in the pool). Режиссёрский дебют Олега Чуркина.

## Сюжет
У Крошки Енота — день рождения. Мама даёт ему задание: «одному, в темноте, сходить на пруд и нарвать сладкой осоки к ужину». Крошка с энтузиазмом бросается по тропинке, указанной мамой, но, чем дальше он удаляется от дома, тем страшнее ему становится. Наконец, он буквально натыкается на Обезьянку, и та запугивает его рассказом о «Том-Кто-Сидит-В-Пруду», но Крошка самоуверенно шагает дальше.
Дойдя до пруда, испуганный Енот пытается поговорить с «Тем-Кто…», но никто не отвечает ему. Нагнувшись над гладью воды, он видит «Его», принимает устрашающую позу и, испугавшись своего отражения, в панике убегает обратно. На полпути он опять встречается с Обезьянкой, и выясняется, что Крошка Енот видел в пруду «скверного енота», а Обезьянка — «злую обезьяну». Приятели делают вывод, что «они», значит, сидят в пруду вдвоём. Обезьяна советует Еноту взять палку, чтобы запугать «Того-Кто…». В итоге, естественно, Крошка пугается ещё сильнее и бежит на этот раз до самого дома.
Изложив свои страхи и впечатления Маме, Крошка получает от неё совет: улыбнуться «Тому-Кто…». Перебарывая недоверие, Енот так и поступает. Отражение Крошки Енота улыбается ему в ответ. Само собой, теперь он не пугается, а спокойно нарывает осоки и идёт домой. По пути он опять встречает Обезьянку и рассказывает ей секрет, как подружиться с «Тем-Кто…»; и та немедленно убегает к пруду.
Ночь превращается в день, и новые друзья идут вместе, весело напевая песенку.
В конце мультфильма Обезьянка поздравляет Крошку Енота с днем рождения и вручает ему в подарок ананас.

## Создатели
- Автор сценария — Маргарита Долотцева
- Режиссёр — Олег Чуркин
- Художник-постановщик — Вячеслав Назарук
- Композитор — Владимир Шаинский
- Автор слов песни — Михаил Пляцковский
- Оператор — Александр Пекарь
- Звукооператор — Виталий Азаровский
- Художники-мультипликаторы:
  - Фаина Епифанова
  - Борис Чани
  - Елена Вершинина
  - Антонина Алёшина
  - Галина Черникова
  - Александр Сичкарь
  - Лера Рыбчевская[a]
  - Ирина Белова
  - Мстислав Купрач
- Роли озвучивали:
  - Клара Румянова — Енот
  - Мария Виноградова — Обезьяна
  - Капитолина Кузьмина — мама Крошки Енота[2] (нет в титрах)
- Монтажёр — Марина Трусова
- Редактор — Валерия Коновалова

Первый куплет
От улыбки хмурый день светлей,

От улыбки в небе радуга проснётся,

Поделись улыбкою своей,

И она к тебе не раз ещё вернётся.

### Комментарии
1. ↑  Имя уточнено по решению Роспатента[1].